# Aloencyrtus distinguendus
Aloencyrtus distinguendus är en stekelart som först beskrevs av James Waterston 1917.  Aloencyrtus distinguendus ingår i släktet Aloencyrtus och familjen sköldlussteklar. Inga underarter finns listade i Catalogue of Life.